# TAPE
TAPE（テープ）は、TAPE株式会社が開発し提供するSNSである。
スマートフォンやタブレットに対応し、スケジュール管理やテキストチャットなどの機能を有する。

## 概要
TAPE（テープ）はスマートフォン、タブレットで利用できるアプリケーションである。
利用者が相互に本アプリケーションをインストールしておけば、複数人とスケジュール管理やチャットが可能である。
テキストチャットはスタンプや絵文字が使用できる。
新規登録・ログイン時にSMS認証で電話番号が確認される。
予め用意された画像を用いて友達と会話するスタンプ機能が利用できる。